# 211473 Herin
211473 Herin è un asteroide della fascia principale. Scoperto nel 2003, presenta un'orbita caratterizzata da un semiasse maggiore pari a 2,7544929 UA e da un'eccentricità di 0,0899428, inclinata di 3,94116° rispetto all'eclittica.